# 阿根廷总统继任顺序
根据《阿根廷宪法》第88条、第20,972号法及其修正案第25,716号法《权力真空法》规定，阿根廷总统在因为疾病、死亡、辞职或因为国会弹劾免职导致的空缺时，因先由副总统履行剩余任期，若副总统因故无法履行职责，将由参议院临时议长、众议院议长和最高法院首席大法官临时代行职务，直到总统能恢复履行职务或由两院联席会议选出新总统。
| 阿根廷总统继任顺序 | 阿根廷总统继任顺序 |
| ------------------ | ------------------ |
| 1.                 | 副总统             |
| 2.                 | 参议院临时议长     |
| 3.                 | 众议院议长         |
| 4.                 | 最高法院首席大法官 |

## 立法规定
- 《宪法》第88条将副总统置于第一顺位，并允许国会立法规定总统或副总统无法履行职务时的法律。

第88条　在总统生病、缺席、死亡、辞职或弹劾时，行政权将由副总统行使。若总统与副总统被弹劾、死亡、辞职或无法履行职务时，由国会决定总统人选，直到恢复履行职务的能力或选出新总统。
Artículo 88.- En caso de enfermedad, ausencia de la Capital, muerte, renuncia o destitución del Presidente, el Poder Ejecutivo será ejercido por el vicepresidente de la Nación. En caso de destitución, muerte, dimisión o inhabilidad del Presidente y vicepresidente de la Nación, el Congreso determinará qué funcionario público ha de desempeñar la Presidencia, hasta que haya cesado la causa de la inhabilidad o un nuevo Presidente sea electo.——1994年《阿根廷宪法》第二编〈行政机关〉第一章性质与任期。
- 《国家选举法典》第153条规定，对于已选举结束的情况，被选举人的其中一人死亡或辞职时，应使用《宪法》第88条。第154条还规定，若二者死亡，则应当再进行一次选举。[2]

- 第25,716号《权力真空法》颁布于2002年11月28日并在2003年1月7日适用[1]，规定在总统和副总统职位空缺时，由参议院临时议长临时代行行政权，直到国会联席会议决定继任者。若参议院临时议长履行职务，则有众议院议长代行职责，在前者无法履行职务的情况下，则由最高法院首席大法官代行。根据第六条规定，该官员应在其职务中添加“行使行政权”。

## 历史
巴拉圭战争期间，时任总统巴托洛梅·米特雷在前线领导军队，而总统职权由副总统马科斯·帕兹。帕兹于1868年1月2日因霍乱去世，由于米特雷总统无法立即返回行使权力造成空缺。因为没有相关法律条文，总统职权临时由内政部长吉列尔莫·罗森、战争部长胡安·安德烈斯·杰利-奥贝斯、外交部长马塞利诺·乌加特、财务部长卢卡斯·冈萨雷斯和司法部长何塞·埃瓦里斯托·乌里武鲁代行。
因此1868年9月19日，国会颁布了第252号法律，确定了继任顺序：在总统和副总统空缺时，首先由参议院临时议长接任，若前者无法行使权力，则由众议院议长接任，如果两者都无法履行，则由最高法院首席大法官接任，并在接下来30天内召集全国选举，并将行政权交与总统完成剩余任期。
该法律1975年7月11日被第20,972号法替代，保留了继任顺序，但限定国会应在48小时内召集联席会议从现任参议员、众议员或省长中以絕對多數决出总统来填补剩余任期。该法于2002年11月28日被第25,716号法修订，引入选举进行后，当选总统和副总统就职的可能性。

## 应用
该法的首次适用发生于1962年3月29日。时任总统阿图罗·弗朗迪西被军队推翻并囚禁。政变后，军官们未能在后续行动中达成一致。最高法院大法官胡里奥·奥伊阿南特和国防部长鲁道夫·马丁内斯利用这一僵局，寻求维护民主的合法途径，当选副总统亚历杭德罗·戈麦斯已于1958年11月辞职，于是时任参议院临时议长何塞·马里亚·吉多被传唤至阿根廷司法宫并宣誓就职，避免一场政变。
该法律的真正实施发生在2001年12月至2002年1月期间，被称为“五总统周”。2001年12月21日，时任总统费尔南多·德拉鲁阿在严重的经济危机、暴力骚乱、暴力执法和其政党激进公民联盟不再支持导致其辞职。由于副总统卡洛斯·阿尔瓦雷斯已于2000年10月辞职，所以副总统职位空缺。因此参议院临时议长拉蒙·普埃尔塔临时代行权力并于12月23日召集联席会议，以169票赞成、138票反对，选出圣路易斯省长阿道弗·罗德里格斯·萨阿，且在2002年3月3日召开选举。
罗德里格斯·萨阿宣布外债违约，但12月30日，在与会各省省长的Chapadmalal会议失败后，辞去总统职务并回到圣路易斯省。次日，普埃尔塔也辞去了参议院临时议长的职务，因此众议院议长爱德华多·卡马尼奥临时代行总统职务，并于2002年1月1日再次召集联席会议接受罗德里格斯·萨阿的辞职并选举新总统。最后，参议员爱德华多·杜阿尔德以262票赞成、21票反对和18票弃权当选，任期至2003年12月10日。他宣布结束比索与美元的固定汇率并将小围栏政策限制的每月200比索提高至1000比索。

## 现今继任顺位
| 顺位 | 职位               | 名称                  | 图像 | 党派 | 党派     |
| ---- | ------------------ | --------------------- | ---- | ---- | -------- |
| 1.   | 副总统             | 维多利亚·比利亚鲁埃尔 |      |      | 自由前进 |
| 2.   | 参议院临时议长     | Bartolomé Abdala      |      |      | 自由前进 |
| 3.   | 众议院议长         | Martín Menem          |      |      | 自由前进 |
| 4.   | 最高法院首席大法官 | 奥拉西奥·罗萨蒂       |      |      | 无党籍   |